# Matriz diagonalizável
Em álgebra linear, uma matriz quadrada A é chamada de diagonalizável se é semelhante a uma matriz diagonal, isto é, se existe uma matriz invertível P tal que P−1AP seja uma matriz diagonal. Se V é um espaço vetorial de dimensão finita n, então um operador linear T : V → V é chamado de diagonalizável se existe uma base ordenada de V, formada por n autovetores, em relação à qual T é representado por uma matriz diagonal. Diagonalização é o processo de encontrar uma matriz diagonal correspondente a uma matriz ou operador diagonalizável. Uma matriz quadrada que não é diagonalizável é chamada defectiva.
Matrizes e operadores diagonalizáveis são de interesse porque matrizes diagonais são especialmente fáceis de manusear; uma vez que seus autovalores e autovetores sejam conhecidos, pode-se elevar uma matriz diagonal a uma certa potência simplesmente elevando as entradas da diagonal à mesma potência, e o determinante de uma matriz diagonal é simplesmente o produto de todas as entradas da diagonal. Geometricamente, uma matriz diagonalizável é uma dilatação não homogênea (ou mudança de escala anisotrópica) — ela muda a escala do espaço, tal como uma dilatação homogênea, mas por um fator diferente, em cada direção, determinados pelos fatores de escala em cada eixo (entradas da diagonal).

## Caracterização
O fato fundamental sobre operadores e matrizes diagonalizáveis é expresso pelo seguinte:
- Uma matriz A de ordem n×n sobre o corpo F é diagonalizável se, e só se, a soma das dimensões de seus autoespaços é igual a n, o que é o caso se, e somente se, existe uma base de Fn consistindo de autovetores de A. Se tal base for encontrada, pode-se formar a matriz P que tem esses vetores da base como colunas, e P−1AP será uma matriz diagonal. As entradas da diagonal desta matriz são os autovalores de A.
- Um operador linear T : V → V é diagonalizável se, e só se, a soma das dimensões de seus autoespaços é igual a dim(V), o que é o caso se, e somente se, existe uma base de V consistindo de autovetores de T. Com respeito a esta base, T será representada por uma matriz diagonal. As entradas da diagonal desta matriz são os autovalores de T.

Outra caracterização: Uma matriz ou operador linear é diagonalizável sobre o corpo F se, e somente se, o seu polinômio minimal é um produto de fatores lineares distintos sobre F. (Colocado de outra forma, uma matriz é diagonalizável se e só se todos os seus divisores elementares são lineares.)

A seguinte condição suficiente (mas não necessária) muitas vezes é útil.
- Uma matriz A de ordem n×n é diagonalizável sobre o corpo F se ela tem n autovalores distintos em F, ou seja, se o seu polinômio característico tem n raízes distintas em F; no entanto, a recíproca pode ser falsa. Considere, por exemplo,
{\displaystyle {\begin{bmatrix}-1&3&-1\\-3&5&-1\\-3&3&1\end{bmatrix}},}

que tem autovalores 1, 2, 2 (não todos distintos) e é diagonalizável com forma diagonal (semelhante a A)
{\displaystyle {\begin{bmatrix}1&0&0\\0&2&0\\0&0&2\end{bmatrix}}}

e matriz de mudança de base P
{\displaystyle {\begin{bmatrix}1&1&-1\\1&1&0\\1&0&3\end{bmatrix}}.}

A recíproca falha quando A tem um autoespaço de dimensão maior do que 1. Neste exemplo, o autoespaço de A associado ao autovalor 2 tem dimensão 2.
- Um operador linear T : V → V com n = dim(V) é diagonalizável se ele tem n autovalores distintos, ou seja, se o seu polinômio característico tem n raízes distintas em F.

Seja A uma matriz sobre F. Se A é diagonalizável então o mesmo vale para qualquer potência de A. Por outro lado, se A é invertível, F é algebricamente fechado, e An é diagonalizável para algum n que não seja um múltiplo inteiro da característica de F, então A é diagonalizável. Prova: Se An é diagonalizável, então A é anulada por algum polinômio {\displaystyle \left(x^{n}-\lambda _{1}\right)\cdots \left(x^{n}-\lambda _{k}\right),} que não tem raiz múltipla (desde que {\displaystyle \lambda _{j}\neq 0}) e é dividido pelo polinômio minimal de A.
Como regra geral, sobre C quase toda matriz é diagonalizável. Mais precisamente: o conjunto das matrizes complexas de ordem n×n que não são diagonalizáveis sobre C, considerado como um subconjunto de Cn×n, tem medida de Lebesgue zero. Pode-se dizer também que as matrizes diagonalizáveis formam um subconjunto denso com respeito à topologia de Zariski: o complemento fica no interior do conjunto em que o discriminante do polinômio característico se anula, o que é uma hipersuperfície. Disso também resulta a densidade na topologia normal (forte) dada por uma norma. O mesmo não é verdade sobre R.
A decomposição de Jordan–Chevalley expressa um operador como a soma de suas partes semisimples (i.é., diagonalizável) e nilpotente. Portanto, uma matriz é diagonalizável se e só se a sua parte nilpotente é zero. Colocado de outra forma, uma matriz é diagonalizável se cada bloco em sua forma de Jordan não tem parte nilpotente; isto é, cada "bloco" é uma matriz um por um.

## Diagonalização
Se uma matriz A pode ser diagonalizada, isto é,
{\displaystyle P^{-1}AP={\begin{pmatrix}\lambda _{1}&0&\dots &0\\0&\lambda _{2}&\dots &0\\\vdots &\vdots &\ddots &\vdots \\0&0&\dots &\lambda _{n}\end{pmatrix}},}
então:
{\displaystyle AP=P{\begin{pmatrix}\lambda _{1}&0&\dots &0\\0&\lambda _{2}&\dots &0\\\vdots &\vdots &\ddots &\vdots \\0&0&\dots &\lambda _{n}\end{pmatrix}}.}
Escrevendo P como uma matriz de blocos de seus vetores coluna {\displaystyle {\vec {\alpha }}_{i}}
{\displaystyle P={\begin{pmatrix}{\vec {\alpha }}_{1}&{\vec {\alpha }}_{2}&\cdots &{\vec {\alpha }}_{n}\end{pmatrix}},}
a equação acima pode ser reescrita como
{\displaystyle A{\vec {\alpha }}_{i}=\lambda _{i}{\vec {\alpha }}_{i}\qquad (i=1,2,\cdots ,n).}
Assim, os vetores coluna de P são autovetores à direita de A, e a entrada diagonal correspondente correspondente é o autovalor associado. A invertibilidade de P também sugere que os autovetores são linearmente independentes e formam uma base de Fn. Esta é a condição necessária e suficiente para a diagonabilidade e a abordagem canônica para a diagonalização. Os vetores linha de P−1 são os autovetores à esquerda de A.
Quando uma matriz complexa A é uma matriz Hermitiana (ou uma matriz real, uma matriz simétrica), podem ser escolhidos autovetores de A para formar uma base ortonormal de ℂn (ou ℝn no caso de uma matriz real). Neste caso, P será uma matriz unitária (respectivamente matriz ortogonal) e P−1 é igual à conjugada transposta de P (se real, então é a transposta de P).
Para a maioria dos trabalhos práticos as matrizes são diagonalizadas numericamente utilizando softwares de computador. Existem muitos algoritmos para fazer isso.

## Diagonalização simultânea
Um conjunto de matrizes é dito ser simultaneamente diagonalizável se existe uma única matriz invertível P tal que P−1AP seja uma matriz diagonal para cada A no conjunto. O seguinte teorema caracteriza as matrizes simultaneamente diagonalizáveis: Um conjunto de matrizes diagonalizáveis comutam se, e somente se, o conjunto é simultaneamente diagonalizável.
O conjunto de todas a matrizes n×n diagonalizáveis (sobre C), com n > 1 não é simultaneamente diagonalizável. Por exemplo, as matrizes
{\displaystyle {\begin{bmatrix}1&0\\0&0\end{bmatrix}}\quad {\text{e}}\quad {\begin{bmatrix}1&1\\0&0\end{bmatrix}}}
são diagonalizável, mas não simultaneamente diagonalizáveis porque elas não comutam.
Um conjunto é composto de matrizes normais que comutam se, e somente se, ele é simultaneamente diagonalizável por uma matriz unitária; isto é, existe uma matriz unitária U tal que U*AU é diagonal para cada A no conjunto.
Na linguagem da teoria de Lie, um conjunto de matrizes simultaneamente diagonalizáveis gerar uma álgebra de Lie toral.

## Exemplos

### Matrizes diagonalizáveis
- Involuções são diagonalizáveis sobre os reais (e, de fato, sobre qualquer corpo de característica diferente de 2), com ±1 na diagonal.
- Endomorfismos de ordem finita são diagonalizáveis sobre C (ou qualquer corpo algebricamente fechado cuja característica não divida a ordem do endomorfismo) com raízes da unidade na diagonal. Isto segue do fato de o polinômio minimal ser separável, porque as raízes da unidade são distintas.
- As projeções são diagonalizáveis, com 0s e 1s na diagonal.
- Matrizes simétrica reais são diagonalizáveis por matrizes ortogonais, isto é, dada uma matriz simétrica real A, QTAQ é diagonal para alguma matriz ortogonal Q. Mais geralmente, as matrizes são diagonalizável por matrizes unitárias se, e somente se, elas são normais. No caso de matrizes reais simétricas, tem-se que A = AT, então, claramente, vale AAT = ATA. Exemplos de matrizes normais são as matrizes simétricas (ou antissimétricas) reais (por exemplo, matrizes de covariância) e as matrizes Hermitianas (ou anti-Hermitianas). Ver teoremas espectrais para generalizações para espaços vetoriais de dimensão infinita.

### Matrizes que não são diagonalizáveis
Em geral, uma matriz de rotação não é diagonalizável sobre os reais, mas todas as matrizes de rotação são diagonalizáveis sobre o corpo dos complexos. Mesmo se uma matriz não é diagonalizável, é sempre possível "fazer o melhor possível", e encontrar uma matriz com as mesmas propriedades consistindo de autovalores na diagonal principal, e uns ou zeros no diagonal imediatamente acima – conhecida como forma normal de Jordan.
Algumas matrizes não são diagonalizáveis sobre qualquer corpo, mais notavelmente as matrizes nilpotentes não nulas. Isso acontece mais geralmente se as multiplicidades algébrica e geométrica de um autovalor não coincidem. Por exemplo, considere
{\displaystyle C={\begin{bmatrix}0&1\\0&0\end{bmatrix}}.}
Esta matriz não é diagonalizável: não há matriz U tal que U−1CU seja uma matriz diagonal. De fato, C tem um autovalor (a saber, o zero) e este autovalor tem multiplicidade algébrica 2 e multiplicidade geométrica 1.
Algumas matrizes reais não são diagonalizáveis sobre os reais. Considere, por exemplo, a matriz
{\displaystyle B={\begin{bmatrix}0&1\\-1&0\end{bmatrix}}.}
A matriz B não tem quaisquer autovalores reais, portanto, não há uma matriz real Q tal que Q−1BQ seja uma matriz diagonal. No entanto, podemos diagonalizar B se permitirmos números complexos. De fato, se tomarmos
{\displaystyle Q={\begin{bmatrix}1&{\textrm {i}}\\{\textrm {i}}&1\end{bmatrix}},}
então Q−1BQ é diagonal. É fácil descobrir que B é a matriz de rotação que gira no sentido anti-horário pelo ângulo θ = 3π/2
Observe que os exemplos acima mostram que a soma de matrizes diagonalizáveis não precisa ser diagonalizável.

### Como diagonalizar uma matriz
Considere uma matriz
{\displaystyle A={\begin{bmatrix}1&2&0\\0&3&0\\2&-4&2\end{bmatrix}}.}
Esta matriz tem autovalores
{\displaystyle \lambda _{1}=3,\quad \lambda _{2}=2,\quad \lambda _{3}=1.}
A é uma matriz 3×3 com 3 autovalores diferentes; portanto, ela é diagonalizável. Observe que, se existem exatamente n autovalores distintos de uma matriz n×n, então, esta matriz é diagonalizável.
Estes valores são os valores que aparecem na forma diagonalizada da matriz A, então, encontrando-se os autovalores de A, faz-se a sua diagonalização. Poderíamos parar por aqui, mas é uma boa verificação usar os autovetores para diagonalizar A.
Os autovetores de A são
{\displaystyle v_{1}={\begin{bmatrix}-1\\-1\\2\end{bmatrix}},\quad v_{2}={\begin{bmatrix}0\\0\\1\end{bmatrix}},\quad v_{3}={\begin{bmatrix}-1\\0\\2\end{bmatrix}}.}
Pode-se facilmente verificar que {\displaystyle Av_{k}=\lambda _{k}v_{k}.}
Agora, seja P a matriz que tem estes autovetores como suas colunas:
{\displaystyle P={\begin{bmatrix}-1&0&-1\\-1&0&0\\2&1&2\end{bmatrix}}.}
Observe que não há nenhuma ordem de preferência para os autovetores em P; alterando a ordem dos autovetores em P apenas muda a ordem dos autovalores na forma diagonalizada de A.
Então, P diagonaliza A, como pode ser confirmado por um simples cálculo, tendo calculado P -1 por qualquer método apropriado:
{\displaystyle P^{-1}AP={\begin{bmatrix}0&-1&0\\2&0&1\\-1&1&0\end{bmatrix}}{\begin{bmatrix}1&2&0\\0&3&0\\2&-4&2\end{bmatrix}}{\begin{bmatrix}-1&0&-1\\-1&0&0\\2&1&2\end{bmatrix}}={\begin{bmatrix}3&0&0\\0&2&0\\0&0&1\end{bmatrix}}.}
De fato, isto resulta abstratamente do fato de que, para a base canônica {\displaystyle e_{1},e_{2},e_{3}} tem-se
{\displaystyle P^{-1}APe_{k}=P^{-1}Av_{k}=P^{-1}\lambda _{k}v_{k}=\lambda _{k}e_{k}.}
em que  usado o fato de que {\displaystyle Pe_{k}=v_{k}} é a k-ésima coluna de {\displaystyle P} e, portanto, {\displaystyle P^{-1}v_{k}=e_{k}.} Note que os autovalores {\displaystyle \lambda _{k}} aparecem na matriz diagonal.

## Uma aplicação
A diagonalização pode ser usada para calcular as potências de uma matriz A de forma eficiente, desde que a matriz seja diagonalizável. Suponha que tenha sido encontrado que
{\displaystyle P^{-1}AP=D\Rightarrow PP^{-1}APP^{-1}=PDP^{-1}\Rightarrow A=PDP^{-1}}
em que {\displaystyle D} é uma matriz diagonal. Então, como o produto matricial é associativo,
{\displaystyle {\begin{aligned}A^{k}&=\left(PDP^{-1}\right)^{k}=\left(PDP^{-1}\right)\cdot \left(PDP^{-1}\right)\cdots \left(PDP^{-1}\right)\\&=PD\left(P^{-1}P\right)D\left(P^{-1}P\right)\cdots \left(P^{-1}P\right)DP^{-1}\\&=PD^{k}P^{-1}\end{aligned}}}
e esta última expresso é fácil de calcular, pois envolve apenas as potências de uma matriz diagonal. Esta abordagem pode ser generalizada para a exponencial matricial e outras funções matriciais que podem ser definidas como séries de potências.
Isto é particularmente útil para encontrar expressões de forma fechada para os termos de sequências recursivas lineares, tais como os números de Fibonacci.

### Aplicação particular
Por exemplo, considere a seguinte matriz:
{\displaystyle M={\begin{bmatrix}a&b-a\\0&b\end{bmatrix}}.}
O cálculo das diferentes potências de M revela um padrão surpreendente:
{\displaystyle M^{2}={\begin{bmatrix}a^{2}&b^{2}-a^{2}\\0&b^{2}\end{bmatrix}},\quad M^{3}={\begin{bmatrix}a^{3}&b^{3}-a^{3}\\0&b^{3}\end{bmatrix}},\quad M^{4}={\begin{bmatrix}a^{4}&b^{4}-a^{4}\\0&b^{4}\end{bmatrix}},\quad \ldots }
O fenômeno acima pode ser explicado pela diagonalização de M. Para fazer isso, é preciso uma base do R2 que consista de autovetores de M. Uma tal base de autovetores é dada por
{\displaystyle \mathbf {u} ={\begin{bmatrix}1\\0\end{bmatrix}}=\mathbf {e} _{1},\quad \mathbf {v} ={\begin{bmatrix}1\\1\end{bmatrix}}=\mathbf {e} _{1}+\mathbf {e} _{2},}
em que ei denota a base canônica de Rn. A mudança de base inverso é dada por
{\displaystyle \mathbf {e} _{1}=\mathbf {u} ,\qquad \mathbf {e} _{2}=\mathbf {v} -\mathbf {u} .}
Cálculos diretos mostram que
{\displaystyle M\mathbf {u} =a\mathbf {u} ,\qquad M\mathbf {v} =b\mathbf {v} .}
Assim, a e b são os autovalores correspondentes a u e v, respectivamente. Pela linearidade da multiplicação de matrizes, tem-se que
{\displaystyle M^{n}\mathbf {u} =a^{n}\,\mathbf {u} ,\qquad M^{n}\mathbf {v} =b^{n}\,\mathbf {v} .}
Voltando para a base canônica, tem-se
{\displaystyle {\begin{aligned}M^{n}\mathbf {e} _{1}&=M^{n}\mathbf {u} =a^{n}\mathbf {e} _{1},\\M^{n}\mathbf {e} _{2}&=M^{n}\left(\mathbf {v} -\mathbf {u} \right)=b^{n}\mathbf {v} -a^{n}\mathbf {u} =\left(b^{n}-a^{n}\right)\mathbf {e} _{1}+b^{n}\mathbf {e} _{2}.\end{aligned}}}
As relações anteriores, expressas na forma matricial, são
{\displaystyle M^{n}={\begin{bmatrix}a^{n}&b^{n}-a^{n}\\0&b^{n}\end{bmatrix}},}
explicando assim o fenômeno acima.

## Aplicação a mecânica quântica
Nos cálculos da mecânica quântica e da química quântica a diagonalização de matrizes é um dos processos numéricos aplicados mais frequentemente. O motivo básico é que a equação de Schrödinger independente do tempo é uma equação de autovalores, embora na maioria das situações físicas em um espaço de dimensão infinita (um espaço de Hilbert).
Uma forma aproximada muito comum é obtida truncando o espaço de Hilbert para uma dimensão finita, depois do que a equação de Schrödinger pode ser formulada como um problema de autovalores de uma matriz real simétrica, ou Hermitiana complexa. Formalmente, esta aproximação é baseada no princípio variacional, válido para Hamiltonianos que são limitados inferiormente.
A teoria de perturbações de primeira ordem também levam a problemas de autovalores de matrizes para estados degenerados.